# Open di Francia 2017 - Doppio leggende under 45
Juan Carlos Ferrero e Carlos Moyá erano i campioni in carica, ma sono stati eliminati nella fase a gruppi.
Sébastien Grosjean e Michaël Llodra hanno vinto il titolo, sconfiggendo in finale Paul Haarhuis e Andriy Medvedev con il punteggio di 6-4, 3-6, [10-8].

## Tabellone

### Legenda
| - Q = Qualificato - WC = Wild card - LL = Lucky loser | - ALT = Alternate - SE = Special Exempt - PR = Protected Ranking | - w/o = Walkover - r = Ritirato - d = Squalificato |

### Finale
|  | Finale |                                   |   |   |      |  |
|  |        |                                   |   |   |      |  |
|  | A2     | Paul Haarhuis Andriy Medvedev     | 4 | 6 | [8]  |  |
|  | B2     | Sébastien Grosjean Michaël Llodra | 6 | 3 | [10] |  |

### Gruppo A
|    |                               | A Clément N Escudé | P Haarhuis A Medvedev | T Enqvist M Norman  | RR V-P | Set V-P | Game V-P | Pos. |
| A1 | Arnaud Clément Nicolas Escudé |                    | 2-6, 5-7              | 6-4, 7–6(4)         | 1-1    | 2-2     | 20-23    | 2    |
| A2 | Paul Haarhuis Andriy Medvedev | 6-2, 7-5           |                       | 6-3, 6(6)–7, [10-8] | 2-0    | 4-1     | 26-17    | 1    |
| A3 | Thomas Enqvist Magnus Norman  | 4-6, 6(4)–7        | 3-6, 7–6(6), [8-10]   |                     | 0-2    | 1-4     | 20-26    | 3    |

La classifica viene stilata in base ai seguenti criteri: 1) Numero di vittorie; 2) Numero di partite giocate; 3) Scontri diretti (in caso di due giocatori pari merito); 4) Percentuale di set vinti o di games vinti (in caso di tre giocatori pari merito); 5) Decisione della commissione.

### Gruppo B
|    |                                   | C Moyá JC Ferrero | S Grosjean M Llodra | À Corretja G Gaudio | RR V-P | Set V-P | Game V-P | Pos. |
| B1 | Carlos Moyá Juan Carlos Ferrero   |                   | 4-6, 7-5, [10-8]    | non giocato         | 1-0    | 2-1     | 12-11    | 2    |
| B2 | Sébastien Grosjean Michaël Llodra | 6-4, 5-7, [8-10]  |                     | 6-2, 2-6, [10-7]    | 1-1    | 3-3     | 20-20    | 1    |
| B3 | Àlex Corretja Gastón Gaudio       | non giocato       | 2-6, 6-2, [7-10]    |                     | 0-1    | 1-2     | 8-9      | 3    |

La classifica viene stilata in base ai seguenti criteri: 1) Numero di vittorie; 2) Numero di partite giocate; 3) Scontri diretti (in caso di due giocatori pari merito); 4) Percentuale di set vinti o di games vinti (in caso di tre giocatori pari merito); 5) Decisione della commissione.